# Лукас Тейлор Мая Рейс
Лукас Тейлор Мая Рейс або просто Лукас Тейлор (порт.-браз. Lucas Taylor Maia Reis; нар. 10 квітня 1995, Гуарульюс, штат Сан-Паулу, Бразилія) — бразильський футболіст, правий захисник клубу «Полісся».

## Кар'єра
Виступав у «Палмейрасі» з 2007 року, розпочав кар'єру в команді U-12. Спочатку грав на позиції нападника та опорного півзахисника, але зрештою був переведений на правий фланг захисту.
Завдяки вдалим виступам у Лізі Пауліста та чемпіонаті Бразилії U-20, зокрема швидкістю та результативністю, привернув до себе увагу першої команди «Палмейраса». У серпні 2015 року дебютував у стартовому складі свого клубу в Серії A в поєдинку проти «Корітіби». У своєму дебютному сезоні за першу команду вийшов на поле в другому таймі двоматчевого фінального протистояння кубку Бразилії на «Альянц Парку» проти «Сантуса», замінивши Жоау Педру. Таким чином молодий захисник завоював свій перший професіональний трофей. Проте на поле в складі «Палмейраса» виходив нечасто, тому в пошуках стабільної ігрової практики відправився в оренди. Виступав у клубах «Крісіума», «Парана», «Ред Булл Бразіл», «Пайсанду», «Ботафогу» та «Боа».
Наприкінці липня 2018 року перейшов на правах річної оренди до новачка УПЛ, ФК «Львів».
Надалі виступав за португальський «Ештуріл Прая» та український «Дніпро-1».
З 2021 по 2023 роки захищав кольори грецького клубу «ПАОК». На правах оренди виступав за «Шахтар» (Донецьк).
З 2023 року виступає за українську команду «Полісся» (Житомир).

## Досягнення
«Палмейрас»
- Кубок Бразилії
  -  Володар (1): 2015